# Lincolnshire (Illinois)
Lincolnshire és una vila dels Estats Units a l'estat d'Illinois. Segons el cens del 2000, tenia 6.108 habitants.

## Demografia
Segons el cens del 2000, Lincolnshire tenia 6.108 habitants, 2.134 habitatges i 1.796 famílies. La densitat de població era de 534,8 habitants/km².
Dels 2.134 habitatges en un 37,4% vivien nens de menys de 18 anys, en un 79,1% vivien parelles casades, en un 3,7% dones solteres, i en un 15,8% no eren unitats familiars. En el 13,3% dels habitatges vivien persones soles el 5,6% de les quals corresponia a persones de 65 anys o més que vivien soles. El nombre mitjà de persones que vivien en cada habitatge era de 2,75 i el nombre mitjà de persones que vivien en cada família era de 3,03.
Per edats, la població es repartia de la següent manera: un 26,9% tenia menys de 18 anys, un 3% entre 18 i 24, un 21,3% entre 25 i 44, un 32,6% de 45 a 60 i un 16,2% 65 anys o més.
L'edat mediana era de 44 anys. Per cada 100 dones de 18 o més anys hi havia 93,2 homes.
Entorn del 0,7% de les famílies i l'1,6% de la població estaven per davall del llindar de pobresa.

## Poblacions properes
El següent diagrama mostra les poblacions més properes.